# Тейлор, Кен (футболист, 1927)
Джордж Кеннет (Кен) Тейлор (англ. George Kenneth "Ken" Taylor) — английский футболист, игравший на позициях полузащитника и нападающего, выступал за нидерландские команды «Аякс» и «Витесс».

## Клубная карьера
В ноябре 1948 года перешёл в футбольный клуб «Аякс» из Амстердама. По данным издания Sportkroniek, его предыдущим клубом был английский «Сандерленд». В декабре начал играть за вторую команду, где также выступали Кес Волферс и Ад Валдек. В первой команде дебютировал 16 января 1949 года в матче чемпионата Нидерландов против клуба «’т Гой», заменив во втором тайме Геррита Криста. Домашняя встреча завершилась волевой победой «Аякса» со счётом 5:3. В следующем туре на игру с клубом СВВ он вышел в стартовом составе на позиции правого полузащитника. В дебютном сезоне принял участие в четырёх матчах чемпионата.
Во втором сезоне лишь дважды появлялся в составе «Аякса». В матче 9-го тура чемпионата с «Де Волевейккерс», состоявшемся 12 ноября 1949 года, англичанин впервые в сезоне вышел на поле и сыграл на позиции центрального нападающего, заменив в стартовом составе выбывшего из-за травмы Геррита Фишера. В первом тайме Тейлор забил дебютный гол и принёс команде гостевую победу со счётом 0:1. В последний раз за «Аякс» сыграл 21 мая 1950 года в матче против «Маурица», который проходил в рамках чемпионского турнира. После первого тайма его заменил Герард Брёйнс, а встреча завершилась поражением амстердамцев со счётом 1:2.
В сентябре 1950 года было объявлено, что Тейлор может начать выступать за «Витесс» из Арнема, поскольку после женитьбы он рассчитывал играть в клубе поближе к своему дому в Зютфене. В составе «Витесса» дебютировал 1 октября 1950 года в матче чемпионата с ДОС, а последнюю игру провёл 22 апреля 1951 года против «Энсхедезе Бойс». Всего за сезон он провёл 14 матчей в чемпионате. После его последнего матча было объявлено, что Кен отправится в Венесуэлу.

## Статистика по сезонам
| Клуб             | Сезон            | Чемпионат Нидерландов | Чемпионат Нидерландов | Кубок Нидерландов | Кубок Нидерландов | Итого | Итого |
| Клуб             | Сезон            | Игры                  | Голы                  | Игры              | Голы              | Игры  | Голы  |
| ---------------- | ---------------- | --------------------- | --------------------- | ----------------- | ----------------- | ----- | ----- |
| Аякс             | 1948/49          | 4                     | 0                     | ?                 | ?                 | 4     | 0     |
| Аякс             | 1949/50          | 2                     | 1                     |                   |                   | 2     | 1     |
| Аякс             | Итого            | 6                     | 1                     | ?                 | ?                 | 6     | 1     |
| Витесс           | 1950/51          | 14                    | 0                     |                   |                   | 14    | 0     |
| Витесс           | Итого            | 14                    | 0                     |                   |                   | 14    | 0     |
| Всего за карьеру | Всего за карьеру | 20                    | 1                     | ?                 | ?                 | 20    | 1     |